# Arthur Holmwood
Sir Arthur „Art” Holmwood (mai târziu Lord Godalming) este un personaj fictiv din romanul gotic de groază Dracula (1897) scris de Bram Stoker. A apărut ulterior în alte cărți, piese de teatru, filme, producții TV.
În roman, Holmwood este logodit cu Lucy Westenra și este cel mai bun prieten cu ceilalți doi bărbați care au cerut-o în aceeași zi - Quincey Morris și Dr. John Seward. Holmwood este cel care înfige un țăruș din lemn în Lucy după ce acesta devine vampir și ajută la vânătoarea contelui Dracula. El este singurul fiu al Lordului Godalming.